# Décret présidentiel 14224
Lire en ligne

Décret présidentiel 14224
 (en)Executive Order 14208 Texte sur Wikisource

Le décret présidentiel 14224, intitulé Désigner l'anglais comme langue officielle des États-Unis (en anglais Designating English as the Official Language of the United States), est un executive order signé par le président des États-Unis, Donald Trump, le 1er mars 2025,,. 

## Modifications apportées aux directives fédérales relatives aux aménagements pour les personnes ne parlant pas anglais
Le décret présidentiel 14224 abroge le décret 13166 (en), signé par le président Bill Clinton, le 11 août 2000. Le décret Clinton exigeait des agences du gouvernement fédéral qu'elles élaborent des plans pour mettre en œuvre les directives du ministère de la Justice visant à garantir aux personnes ayant une maîtrise limitée de l'anglais un meilleur accès aux services fédéraux, sans discrimination, dans la mesure nécessaire et sans imposer de charge excessive aux agences.

## Autorité juridique
Le Congrès américain n'a jamais adopté de loi désignant une langue officielle au niveau fédéral, et la Constitution américaine ne précise pas de langue officielle,.
La dernière tentative législative en date est l'amendement Inhofe (en) de 2006, qui aurait déclaré l'anglais « langue nationale » ; bien que cet amendement ait été adopté à une large majorité au Sénat américain, il n'a pas obtenu suffisamment de voix à la Chambre des représentants. Le professeur de droit Ofer Raban écrit qu'en l'absence d'une loi approuvée par le Congrès, avec ce décret, le président « semble s'appuyer sur son autorité constitutionnelle (y compris son autorité sur les agences exécutives fédérales) ».